# Indigókármin
Az indigókármin (E132; INN: indigo carmine) C.I. 73015 (Indigotin-5,5′-Disulfonic Acid Disodium Salt), indigotin vagy FD&C Blue No. 2) színezőanyag, melynek nagyon sokrétű a felhasználása, többek között élelmiszer-adalékanyagként, ruha- és papírfestékként, valamint egyéb festékként. Régebben az indigókármint természetes alapanyagául szolgáló indigócserje leveleiből nyerték, de a 19. század végén felfedezték szintetikus előállítását.
Mélykék színű, kristályos szerkezetű por, olvadáspontja 390-392 °C. Vízben, alkoholban vagy éterben nem oldékony, kloroformban, nitrobenzolban vagy tömény kénsavban oldékony. Képlete C16H8N2Na2O8S2.